# Enisey Krasnoyarsk
El Enisey Krasnoyarsk (en ruso: Енисей Красноярск) es un equipo de baloncesto ruso con sede en Krasnoyarsk, Siberia. El equipo juega en la VTB United League. Disputa sus partidos como local en el Ivan Yarygin Sports Palace, con capacidad para 4100 espectadores.

## Trayectoria
| Temporada | Nivel | Liga          | Pos. | Copa de Rusia    | Competiciones europeas | Competiciones europeas |
| --------- | ----- | ------------- | ---- | ---------------- | ---------------------- | ---------------------- |
| 2012–13   | 1     | PBL           | 10º  | 4º puesto        |                        |                        |
| 2013–14   | 1     | United League | 9º   | Octavos de final |                        |                        |
| 2014–15   | 1     | United League | 11º  | 1ª ronda         | 3 EuroChallenge        | QF                     |
| 2015–16   | 1     | United League | 10º  | 2ª ronda         | 3 FIBA Europe Cup      | 4º                     |
| 2016–17   | 1     | United League | 6º   | Ronda de 64      | 4 FIBA Europe Cup      | QF                     |
| 2017–18   | 1     | United League | 13º  |                  | 3 Champions League     | RS                     |
| 2018–19   | 1     | United League | 9º   |                  |                        |                        |

## Palmarés
- Campeonato ruso (2ª División-Superleague): (2007)

## Jugadores destacados
| - Curtis Millage - Lonny Baxter - Lionel Chalmers - Brian Chase - Davon Jefferson - Zabian Dowdell - Marcus Williams - Travis Watson - Jason Rich | - Kevinn Pinkney - Kevin Fletcher - Petr Gubanov - Pavel Sergeev - Kaspars Kambala - Dragan Labovic - Marko Marinović - Dušan Šakota - Igor Milicic |